# La Maison de jade (film)
Pour l’article homonyme, voir La Maison de jade.
Pour plus de détails, voir Fiche technique et Distribution.
La Maison de jade est un film français réalisé par Nadine Trintignant et sorti en 1988.

## Synopsis
Jade, journaliste et écrivain ayant la quarantaine, fait la connaissance de Bernard, qui tente de la séduire. Elle quitte son travail et emménage chez lui sur l'Île Saint-Louis, mais après une période heureuse, il devient fuyant.

## Fiche technique
- Réalisation : Nadine Trintignant
- Scénario : Nadine Trintignant et Madeleine Chapsal d'après son roman La Maison de jade
- Musique : Philippe Sarde, Richard Wagner, Franz Schubert
- Image : William Lubtchansky
- Montage : Joële Van Effenterre
- Durée : 95 minutes
- Distributeur : AAA[1]
- Date de sortie :
  - France : 2 novembre 1988

## Distribution
- Jacqueline Bisset : Jane Lambert
- Vincent Perez : Bernard Gretz
- Véronique Silver : Germaine
- Yves Lambrecht : Ignace
- Fred Personne : le père de Jane
- Pascal Decolland : Laurent
- Serge Marquand : l'empaillé
- Étienne de Balasy : le vendeur
- Jean-Noël Brouté : Jean
- Claudine Delvaux : Francine Lozère
- Christine Furlan : l'amie de Germaine
- Michael Goldman : le banquier
- Jean-Pierre Leclerc : l'entrepreneur
- Alain Sarde : l'homme d'affaires
- Marie Munoz : la nièce de Jane